# 薩赫爾 (馬里)
薩赫爾（法語：Sahel），是馬里的城鎮，位於該國西部，由卡伊區的卡伊省負責管轄，面積860平方公里，海拔高度88米，2009年人口11,630，人口密度每平方公里14人。